# State Sponsors of Terrorism

USA
Länder som för närvarande finansierar terrorism

"State Sponsors of Terrorism" är en lista över länder som ”upprepade gånger har stött internationella terrorismhandlingar”. Listan publiceras av USA:s utrikesdepartement, och länderna som inkluderas på listan åläggs stränga unilaterala sanktioner.

## Länder på listan

### Nuvarande länder
- Nordkorea (1988–2008, 2017–)[4]
- Iran (1984–)[5]
- Sudan (1993–)[5]
- Syrien (1979–)[5]
- Kuba (1982–2015, 2021–)[6]

### Tidigare länder
- Irak (1979–1982, 1990–2004)
- Libyen (1979–2006)[7]
- Sydjemen (1979–1990)